# Стадионная серия НХЛ 2020
Стадионная серия 2020 — матч регулярного чемпионата НХЛ сезона 2019/2020 между командами «Колорадо Эвеланш» и «Лос-Анджелес Кингз», который состоялся 15 февраля 2020 года на стадионе «Фэлкон Стэдиум» в Колорадо-Спрингс. Победу в матче на котором присутствовало 43 574 зрителя одержала калифорнийская команда со счётом 3:1. Нападающий «Кингз» Тайлер Тоффоли стал первым игроком в истории НХЛ, оформившим хет-трик в матче на открытом воздухе.

## Предыстория
О месте проведения и участниках матча было объявлено 1 января 2019 года.
Для «Колорадо Эвеланш» этот матч стал вторым в истории клуба проводимым под открытым небом. В своём предыдущем матче, который состоялся в рамках «Стадионной серии 2016» «Эвеланш» уступили «Детройт Ред Уингз» со счётом 3:5. «Лос-Анджелес Кингз» до «Стадионной серии 2020» дважды принимал участие в матчах на открытом воздухе. В 2014 году со счётом 0:3 проиграл «Анахайм Дакс», а в 2015 году был обыгран «Сан-Хосе Шаркс» со счётом 2:1.
В регулярном чемпионате 2019/20 «Колорадо» провёл 56 матчей, в которых одержал 33 победы, потерпел 23 поражения (включая 6 в овертайме и по буллитам) и с 72 очками занимал 2-е место в Центральном дивизионе. «Лос-Анджелес» провёл 58 матчей, выиграл из них 20, 32 проиграл плюс 5 в дополнительное время и с 45 очками занимал 6-е место в Тихоокеанском дивизионе и последнее в Западной конференции.
Данный матч стал первой очной встречей между «Колорадо Эвеланш» и «Лос-Анджелес Кингз» в сезоне 2019/20.

## Стадион
«Фэлкон Стэдиум» — является футбольным стадионом на котором свои домашние матчи проводит команда по американскому футболу Академии ВВС США выступающая в Конференции Скалистого Запада Национальной ассоциации студенческого спорта. Стадион способен вмещать до 46 692 зрителей. 3 февраля 2020 года на стадионе начались работы по монтажу хоккейной площадки.

## Составы команд

### «Колорадо Эвеланш»
| №          | Игрок                  | Страна                    | Хват    | Дата рождения   | Рост (см) | Вес (кг) |
| Вратари    | Вратари                | Вратари                   | Вратари | Вратари         | Вратари   | Вратари  |
| ---------- | ---------------------- | ------------------------- | ------- | --------------- | --------- | -------- |
| 31         | Филипп Грубауэр        | Германия                  | Левый   | 25 ноября 1991  | 185       | 84       |
| 39         | Павел Францоуз         | Чехия                     | Правый  | 3 января 1990   | 182       | 81       |
| Защитники  |                        |                           |         |                 |           |          |
| 6          | Эрик Джонсон           | Соединённые Штаты Америки | Правый  | 21 марта 1988   | 193       | 102      |
| 8          | Кейл Макар             | Канада                    | Правый  | 30 октября 1998 | 180       | 85       |
| 16         | Никита Задоров         | Россия                    | Левый   | 16 апреля 1995  | 196       | 104      |
| 27         | Райан Грэйвс           | Канада                    | Левый   | 21 мая 1995     | 196       | 103      |
| 28         | Иэн Коул               | Соединённые Штаты Америки | Левый   | 21 февраля 1989 | 185       | 100      |
| 49         | Самюэль Жирар          | Канада                    | Левый   | 12 мая 1998     | 178       | 73       |
| Нападающие |                        |                           |         |                 |           |          |
| 11         | Мэтт Калверт           | Канада                    | Левый   | 24 декабря 1989 | 180       | 84       |
| 13         | Валерий Ничушкин       | Россия                    | Левый   | 4 марта 1995    | 193       | 93       |
| 17         | Тайсон Джост           | Канада                    | Левый   | 14 марта 1998   | 180       | 87       |
| 29         | Натан Маккиннон        | Канада                    | Правый  | 1 сентября 1995 | 183       | 93       |
| 37         | Джей Ти Комфер         | Соединённые Штаты Америки | Правый  | 8 апреля 1995   | 183       | 88       |
| 41         | Пьер-Эдуар Белльмар    | Франция                   | Левый   | 6 марта 1985    | 182       | 90       |
| 72         | Йоонас Донской         | Финляндия                 | Правый  | 13 апреля 1992  | 182       | 86       |
| 81         | Владислав Каменев      | Россия                    | Левый   | 12 августа 1996 | 189       | 84       |
| 83         | Мэтт Ньето             | Соединённые Штаты Америки | Левый   | 5 ноября 1992   | 180       | 86       |
| 92         | Габриэль Ландескуг — К | Швеция                    | Левый   | 23 ноября 1992  | 184       | 98       |
| 95         | Андре Бураковски       | Швеция                    | Левый   | 9 февраля 1995  | 187       | 90       |
| 96         | Микко Рантанен         | Финляндия                 | Левый   | 29 октября 1996 | 193       | 96       |

Главный тренер: Джаред Беднар

### «Лос-Анджелес Кингз»
| №          | Игрок            | Страна                    | Хват    | Дата рождения    | Рост (см) | Вес (кг) |
| Вратари    | Вратари          | Вратари                   | Вратари | Вратари          | Вратари   | Вратари  |
| ---------- | ---------------- | ------------------------- | ------- | ---------------- | --------- | -------- |
| 32         | Джонатан Куик    | Соединённые Штаты Америки | Левый   | 21 января 1986   | 184       | 100      |
| 40         | Кэлвин Питерсен  | Соединённые Штаты Америки | Правый  | 19 октября 1994  | 185       | 83       |
| Защитники  |                  |                           |         |                  |           |          |
| 3          | Мэтт Рой         | Соединённые Штаты Америки | Правый  | 1 марта 1995     | 185       | 93       |
| 6          | Юаким Райан      | Швеция                    | Левый   | 17 июня 1993     | 180       | 84       |
| 8          | Дрю Даути        | Канада                    | Правый  | 8 декабря 1989   | 185       | 88       |
| 26         | Шон Уокер        | Канада                    | Правый  | 13 ноября 1994   | 180       | 89       |
| 27         | Алек Мартинес    | Соединённые Штаты Америки | Левый   | 26 июля 1987     | 185       | 95       |
| 56         | Кёртис Макдермид | Канада                    | Левый   | 25 марта 1994    | 195       | 106      |
| Нападающие |                  |                           |         |                  |           |          |
| 9          | Адриан Кемпе     | Швеция                    | Левый   | 13 сентября 1996 | 187       | 85       |
| 10         | Майкл Амадио     | Канада                    | Правый  | 13 мая 1996      | 185       | 93       |
| 11         | Анже Копитар — К | Словения                  | Левый   | 24 августа 1987  | 192       | 101      |
| 12         | Тревор Мур       | Соединённые Штаты Америки | Левый   | 31 марта 1995    | 178       | 83       |
| 19         | Алекс Аяфалло    | Соединённые Штаты Америки | Левый   | 21 декабря 1993  | 183       | 84       |
| 22         | Тревор Льюис     | Соединённые Штаты Америки | Правый  | 8 января 1987    | 185       | 90       |
| 23         | Дастин Браун     | Соединённые Штаты Америки | Правый  | 4 ноября 1984    | 184       | 98       |
| 29         | Мартин Фрк       | Чехия                     | Правый  | 5 октября 1993   | 185       | 93       |
| 46         | Блейк Лизотт     | Соединённые Штаты Америки | Левый   | 13 декабря 1997  | 171       | 78       |
| 51         | Остин Вагнер     | Канада                    | Левый   | 23 июня 1997     | 185       | 81       |
| 73         | Тайлер Тоффоли   | Канада                    | Правый  | 24 апреля 1992   | 185       | 89       |
| 77         | Джефф Картер     | Канада                    | Правый  | 1 января 1985    | 193       | 98       |

Главный тренер: Тодд Маклеллан

## Матч
Счёт в матче был открыт на 15-й минуте 1-го периода, когда нападающий «Кингз» Тайлер Тоффоли удачно сыграл на добивании и поразил ворота «Эвеланш». На последней минуте 2-го периода хозяева смогли сравнять счёт усилиями защитника Самюэля Жирара. На 43-й минуте матча основной вратарь «Колорадо» Филипп Грубауэр получил травму в столкновении со своим одноклубником Иэном Коулом и был вынужден досрочно покинуть площадку, а его место в воротах занял чех Павел Францоуз. За 55 секунд до финальной серены Тайлер Тоффоли снова выводит свою команду вперёд, а ещё через 50 секунд поражает пустые ворота и оформляет хет-трик. В итоге «Лос-Анджелес Кингз» выигрывает встречу со счётом 3:1, а Тайлер Тоффоли становится первой звездой матча.
| 15 февраля 2020 20:00 | Колорадо Эвеланш | 1 : 3 (0:1, 1:0, 0:2) | Лос-Анджелес Кингз | Фэлкон Стэдиум, Колорадо-Спрингс Зрителей: 43 574 |

| Отчёт                               | Отчёт                                                      | Отчёт | Отчёт         | Отчёт                                                                        |
| ----------------------------------- | ---------------------------------------------------------- | --- | ------------- | ---------------------------------------------------------------------------- |
|                                     |                                                            | |               |                                                                              |
|                                     | Филипп Грубауэр — 00:00-42:33 Павел Францоуз — 42:33-60:00 | Вратари | Джонатан Куик | Судьи: Крис Руни Том Хмилевски Линейные судьи: Грег Деворски Шандор Альфонсо |
|                                     | Голы:                                                      | |               | Судьи: Крис Руни Том Хмилевски Линейные судьи: Грег Деворски Шандор Альфонсо |
| Самюэль Жирар — 39:18 (М. Рантанен) | 0:1 :1 1:2 1:3                                             | 14:01 — Тайлер Тоффоли (А. Аяфалло, Ю. Райан) 59:05 — Тайлер Тоффоли (А. Копитар) 59:55 — Тайлер Тоффоли (п.в.) (А. Копитар, А. Аяфалло) |               | Судьи: Крис Руни Том Хмилевски Линейные судьи: Грег Деворски Шандор Альфонсо |
|                                     |                                                            | |               | Судьи: Крис Руни Том Хмилевски Линейные судьи: Грег Деворски Шандор Альфонсо |
|                                     |                                                            | |               | Судьи: Крис Руни Том Хмилевски Линейные судьи: Грег Деворски Шандор Альфонсо |
|                                     |                                                            | |               | Судьи: Крис Руни Том Хмилевски Линейные судьи: Грег Деворски Шандор Альфонсо |
| 4 мин                               | Штраф                                                      | 4 мин |               | Судьи: Крис Руни Том Хмилевски Линейные судьи: Грег Деворски Шандор Альфонсо |
|                                     |                                                            | |               |                                                                              |
|                                     | 33                                                         | Броски | 23            |                                                                              |

### Три звезды матча
1. Тайлер Тоффоли («Лос-Анджелес Кингз»). 3 гола.
2. Джонатан Куик («Лос-Анджелес Кингз»). 32 отражённых броска из 33.
3. Самуэль Жирар («Колорадо Эвеланш»). 1 гол.